# Скопска Църна гора
Скопска Църна гора или Скопска Черна гора (на македонска литературна норма: Скопска Црна Гора, произнасяно Скопска Църна гора, на сръбски: (Скопска) Црна Гора или (Skopska) Crna Gora; на албански: Mali i Zi (Shkupit); на турски: Karadağ) е планина, разделена между Северна Македония, Косово и Сърбия с най-висок връх Рамно (1651 метра).
Разположена е северно от Скопие. Формирана е като разсед и е изградена предимно от кристалинни шисти. Цялото южно подножие на планината е място за съботно-неделни разходки, където се намират голям брой вили.
Основният масив е на територията на Северна Македония, а по билото на северния дял на планината минава границата между Косово и Сърбия. Понякога южният масив се нарича Скопска Църна гора, а северния само Църна гора.